# Кімове (заказник)
Кімове — гідрологічний заказник місцевого значення в Україні. Розташований у межах Новобасанської сільської громади Ніжинського району Чернігівської області, на південь від с. Соколівка.
Площа - 18 га. Статус присвоєно згідно з рішенням Чернігівського облвиконкому від 27.12.1984 року. № 454. Перебуває у віданні ДП «Ніжинське лісове господарство» (Новоселицьке лісництво, кв. 79, 91, 92).
Охороняється низинне болото, де зростає низка болотних та лучно-болотних видів флори. Болото оточене ділянками соснового та дубового лісу. Заказник має велике значення в регулюванні рівня ґрунтових вод прилеглих територій.